# Coppa Lysistrata

La Coppa Lysistrata fu donata al Circolo del Remo e della Vela Italia di Napoli dal magnate americano James Gordon Bennett Jr. nel 1909 per ringraziare i soci dell'ospitalità offerta al suo piroscafo Lysistrata.
Da quell'anno è un trofeo challenge di canottaggio per la categoria master 8 jole.

## Albo d'oro
- 1909	Equipaggio “Moschettieri” Umberto dell'Isola, Antonio Tramontano, Armando Mauro, Cesare Fabozzi, Luigi De Luca, Settimio Sartorio, Ruggiero Pinto, Alfonso Porzio. Timoniere Carlo Frasca
- 1910	Equipaggio “Moschettieri” Umberto dell'Isola, Antonio Tramontano, Mario Costa, Alberto de Antonellis, Cesare Fabozzi, Antonio De Luca, Domenico Amato, Gaetano Carlo Cartella. Timoniere Carlo Frasca
- 1911	Equipaggio “Disordinati” Mario Costa, Carlo Carrella, Enrico Lo Gatto, Ettore Lo Gatto, Ferdinando Arcucci, Maurizio Contini, Giuseppe Gomez, Guglielmo Panetti. Timoniere Fritz Giannini
- 1912	Cesare Fera, Guglielmo Panetti, Umberto Porzio, Maurizio Santini, Renato Trento, Marino Falcone, Nicolò Castellino, Pericle Caritano. Timoniere Fritz Giannini
- 1913	Stefano Fera, Leopoldo De Lieto, Umberto Porzio, Giacomo Rocchi, Ugo Filangieri, Cesare Pinardi, Giulio Gianturco, Cesare Fera. Timoniere Fritz Giannini
- 1931	Frasca, Cerbone, Traversa, De Rosa, Cerruti, Scalabrini, De Gregorio, Pacifico, Barricola. Timoniere Sira
- 1937	Stefanelli, Murena, De Gennaro, Pennisi, Mariniello, Sulpizio, Tango, Avati. Timoniere Fritz Giannini
- 1942	Henny, Ferrara, Rizzo, Zigon, Pinardi, Paone, Crovato, Pronio. Timoniere Fritz Giannini
- 1948	Equipaggio “La Fiamma” Salvatore De Falco, Antonio Di Matteo, Rocco Troisi, Corrado Silvestri, Cesare Carroccia, Giuseppe Renzulli, Ferdinando Tibaldi, Antonio Romano. Timoniere Vincenzo Barattolo
- 1959	Mipani, Bianchi, Walter Molea, Maresca, Marchetti, Canale, Sandro Panizza, Corodiglio. Timoniere Vincenzo Barattolo
- 1964	Criscuolo, Ricca, Lombardo, Agnes, Ricciardi, Martino, Giovanni Tibiletti, Pacelli. Timoniere Marra
- 1969 Carlo Pacifico, Massimo De Angelis, Giuseppe Testa, Nicola Villani, Antonio D'Autilia, Raffaele Mucciariello, Giuseppe Gullo, Salvatore Roncalli, Timoniere Giovanni Maniscalco
- 1972 Andrea Lepre, Giuseppe Sarno, Maurizio Di Stasio, Aldo Corcelli, Mauro Morino, Giuseppe Canzanella, Fabrizio Giustino, Stefano Lukacs, Timoniere Sergio Carpentieri.
- 1973 Renato Sannipoli, Mario Scalella, Francesco Alboreto, Nello Moccia, Michele Li Calzi, Filippo Morelli, Pino Meli, Michele Ghezzi, timoniere Ciro Noioso
- 1974 Vincenzo CARRESE, Luigi PEZZULLO, Strato BERLINGIERI, Giuseppe MAZZELLA, Giorgio MAIORANO, Umberto NADDEI, Maurizio MARCATELLI, Ezio MAZZOLA,Timoniere Guglielmo CANNONE
- 1980	Guerra, De Stefano, Grieco, Desidery, Assante, Bencivenga, Cuomo, Amabile. Timoniere Rosario Ciardi
- 2012	Domenico De Cristofaro, Fabio Infimo, Gabriele Montefusco, Fabio Cerullo, Luca Montalbano, Giovanni Abagnale (Stabia), Ivan Capuano, Cristian Tuli. Timoniere Antonio D'Agosta
- 2013	Matteo Castaldo, Giovanni Abagnale (Stabia), Andrea Tranquilli (GdF), Fabio Infimo, Gabriele Montefusco, Alessio Vagnelli, Ivan Capuano, Carmine Carratore. Timoniere Antonio D'Agosta